# Daldammen
Daldammen är en sjö i Smedjebackens kommun i Dalarna och ingår i Norrströms huvudavrinningsområde.